# Coréférence
En linguistique, la coréférence est le phénomène qui consiste pour plusieurs syntagmes nominaux (SN) différents contenus dans une phrase ou dans un discours, à désigner la même entité. Par exemple une personne, un lieu, un événement, ou encore une date. Dans la terminologie linguistique, on dit qu'une coréférence est reliée à son antécédent. Pour que les syntagmes se coréférent, les deux expressions doivent porter les mêmes trait-φ. C'est-à-dire qu'ils doivent être en accord en genre, en nombre et en personne.
La coréférence est aussi un aspect important de la théorie du liage qui soutient que deux éléments liés doivent coréférer en plus d'être c-commandés.

## Types
Il existe de nombreuses possibilités de coréférence, comme la liaison entre un nom et un pronom qui désigne le même objet sémantique. Dans l'exemple ci-dessous, les SN en gras réfèrent à la même personne : le pronom il désigne Jean. On peut utiliser l'indexation pour indiquer quels éléments coréférent.
- Jeani est riche et ili aime ça.

Dans certains cas, le pronom peut précéder le nom auquel il réfère.
- Près de luii, Pierrei a vu un serpent.

Il peut aussi y avoir une liaison entre pronoms: entre un pronom personnel et un pronom réfléchi. Dans ce cas, le pronom aurait aussi un antécédent ailleurs dans le discours.
- Ili voudrait que Sophie luii donne un livre.

Deux graphies nominales peuvent également coréférer comme dans les exemples ci-dessous qui font successivement coréférer un nom propre et un syntagme nominal (périphrase), et un sigle et un nom propre :
- Applei est un fabricant d'ordinateur. La firme à la pommei est mondialement connue.
- International Business Machinei est une société américaine. Comme Apple, IBMi fabrique des ordinateurs.

Il semble que la séquence nom-pronom est la plus réalisée, suivie de la séquence nom-nom puis de la séquence pronom-nom. Il semble que ce soit plus efficace. Ainsi, les noms présenteraient les nouvelles entités et ensuite les pronoms y feraient référence.